# اندرو فوتیادیس
اندرو فوتیادیس (انگلیسی: Andrew Fotiadis؛ زادهٔ ۶ سپتامبر ۱۹۷۷) بازیکن فوتبال اهل بریتانیا است.
از باشگاه‌هایی که در آن بازی کرده‌است می‌توان به باشگاه فوتبال پیتربورو یونایتد، باشگاه فوتبال لوتون تاون، و باشگاه فوتبال هیبریج اشاره کرد.